# Clachanmore
 (septembre 2023).
Clachanmore est un village situé dans le Dumfries and Galloway, en Écosse.